# Ізопреналін
Ізопреналін (англ. Isoprenaline, лат. Isoprenalinum) — синтетичний препарат, що належить по хімічній структурі до фенілзаміщених β-аміноспиртів, та застосовується як місцево (інгаляційно), так і перорально та парентерально. Ізопреналін належить до групи неселективних бета-2-адреностимуляторів, та однаково впливає як на адренорецептори бронхів, так і міокарду та інших органів. Ізопреналін уперше почав застосовуватися у 1940 як синтетичний аналог адреналіну, та переважно застосовувався інгаляційно для лікування бронхіальної астми; а після вивчення функцій та класифікації адренорецепторів, і подальшого вивчення властивостей препарату ізопреналін також рекомендований для застосування як кардіотонічний засіб при вираженій брадикардії, атріовентрикулярній блокаді високого ступеня, зупинці серця та інших станах із послабленням роботи серця. Але велика кількість раптових смертей хворих бронхіальною астмою у Великій Британії, Ірландії, Австралії та Новій Зеландії в 60-х роках ХХ століття після неконтрольованого застосування ізопреналіну змусила переглянути показання до застосування препарату. Натепер застосування препарату обмежене у зв'язку із нижчою ефективністю та більшою кількістю побічних ефектів у порівнянні із селективними β2-адреноміметиками, а також іншими кардіотоніками.

## Фармакологічні властивості
Ізопреналін — синтетичний препарат, що є по хімічній структурі фенілзаміщеним β-аміноспиртом та належить до групи неселективних бета-2-адреностимуляторів. Механізм дії препарату полягає у стимуляції β-адренорецепторів як першого, так і другого типу, шляхом активації внутрішньоклітинної аденілатциклази, яка утворює комплекс із G-протеїном, під впливом якого підвищується утворення циклічного АМФ та стимуляція протеїнкінази типу А, що призводить до розслаблення гладкої мускулатури внутрішніх органів. Ізопреналін, як і адреналін та норадреналін, належить до адреностимуляторів прямої дії, та безпосередньо стимулює адренорецептори, на відміну від непрямого стимулятора орципреналіну, який що стимулюють виділення норадреналіну в синаптичну щілину або сприяють його утворенню в синаптичних пухирцях. При застосуванні ізопреналін має практично однакову спорідненість як до адренорецепторів бронхів, так і до адренорецепторів міокарду та кровоносних судин. Недоліком ізопреналіну є вкрай низька біодоступність при пероральному застосуванні та нетривала ефективність при інгаляційному застосуванні, тому препарат частіше застосовується парентерально або сублінгвально. Ізопреналін має виражену бронхолітичну дію, яка спостерігається як при інгаляційному, так і при інших шляхах застосування препарату. Під впливом ізопреналіну зменшується виділення медіаторів запалення із опасистих клітин (у тому числі виділення гістаміну та лейкотрієнів), зменшується проникність капілярів (що сприяє попередженню розвитку набряку слизової оболонки бронхів) та модуляція вироблення слизу бронхіальними залозами, що призводить до оптимізації мукоциліарного кліренсу, а також покращується робота дихальних м'язів. Ізопреналін має виражену стимулюючу дію на адренорецептори серця та судин, проявами якої є збільшення частоти серцевих скорочень, збільшення серцевого викиду та посилення скорочень серця, зменшення периферичного опору судин, зменшення кровонаповнення шлуночків серця. Ізопреналін зменшує кровотік у нирках та незначно збільшує кровотік у судинах черевної порожнини, шкіри та слизових оболонок. Ізопреналін збільшує потребу міокарду в кисні. Ізопреналін зменшує частоту скорочень матки. На відміну від адреналіну та норадреналіну, застосування ізопреналіну в меншому ступені впливає на величину артеріального тиску. При інгаляційному застосуванні препарат швидко метаболізується в легенях ферментом легеневою катехол-О-метилтрансферазою, і окрім цього, біотрансформація ізопреналіну як при інгаляційному, так і пероральному застосуванні, призводить до утворення метаболітів, що мають властивості β-блокаторів, які можуть спричинювати зворотній до дії препарату ефект.

### Фармакокінетика
Ізопреналін добре всмоктується як після перорального, так і після парентерального застосування, але біодоступність препарату при пероральному застосуванні дуже низька, тому ізопреналін застосовується переважно сублінгвально або парентерально (підшкірно або внутрішньовенно). Після внутрішньовенної ін'єкції дія препарату починається зразу ж після введення препарату та триває кілька хвилин у зв'язку із швидким руйнуванням ізопреналіну ферментами організму. При інгаляційному застосуванні дія препарату розпочинається за 1—3 хвилини після застосування, але ефект препарату триває лише 1—2 години. Ізопреналін швидко метаболізується в печінці з утворенням метаболітів із β-блокуючою актиністю, яка є антагоністичною до дії препарату. Виводиться ізопреналін із організму переважно із сечею. Період напіввиведення препарату складає при внутрішньовенному застосуванні 2 хвилини, при підшкірному введенні 2 години.

## Показання до застосування
Ізопреналін застосовується при бронхіальній астмі, хронічному обструктивному захворюванні легень, емфіземі легень та інших захворюваннях, що супроводжуються бронхоспазмом (у тому числі бронхоспазм під час наркозу), як у дорослих, так і дітей. В кардіології ізопреналін застосовується при атріовентрикулярній блокаді ІІ та ІІІ ступеня, приступах Морганьї-Едемса-Стокса, пароксизмальній двонаправленій веретеноподібній шлуночковій тахікардії, при нормоволемічній формі кардіогенного шоку, зупинці серця (до моменту, коли можливе проведення дефібриляції або встановлення штучного водія ритму серця), а також при брадикардії.

## Побічна дія
При застосуванні ізопреналіну побічні ефекти виникають частіше, ніж при застосуванні інших неселективних β-адреностимуляторів та селективних β2-адреностимуляторів. Найчастіше при застосуванні ізопреналіну спостерігаються тахікардія, аритмії, підвищення артеріального тиску; можуть спостерігатися парадоксальний бронхоспазм внаслідок накопичення продуктів метаболізму препарату з адреноблокуючими властивостями, рідше спостерігаються ішемія міокарду, алергічні реакції, тремор кінцівок, нудота, блювання, головний біль, деструкція війчастого епітелію бронхів.

## Протипоказання
Ізопреналін протипоказаний при підвищеній чутливості до препарату, стенокардії, гострому інфаркті міокарду, передозуванні серцевими глікозидами, аритміях, вираженому атеросклерозі. З обережністю застосовують препарат при тиреотоксикозі, та одночасно з аміодароном та трициклічними антидепресантами. Не рекомендується застосування ізопреналіну особам похилого віку та у І та ІІІ триместрах вагітності.

## Форми випуску
Ізопреналін випускається у вигляді таблеток по 0,005 г; флаконів по 25 і 100 мл 0,5% та 1% розчину; ампул по 1 мл 0,05% розчину. Реєстрація препарату в Україні закінчилась у січні 2014 року.